# Alan Mooney
Alan Mooney – szkocki bokser, wicemistrz Wielkiej Brytanii w kategorii papierowej w roku 1991.
W finale mistrzostw Wielkiej Brytanii w 1991 roku przegrał z reprezentantem Anglii Peterem Culshawem, ulegając mu przed czasem w drugiej rundzie. W 1992 uczestniczył w turnieju kwalifikacyjnym dla Europy na Letnie Igrzyska Olimpijskie 1992 w Barcelonie, odpadając w 1/8 finału po porażce z Anglikiem Rowanem Williamsem.